# Warszawski Rolno-Spożywczy Rynek Hurtowy
Warszawski Rolno-Spożywczy Rynek Hurtowy – spółka akcyjna, powołana w licpu 1995 r. (pod auspicjami ówczesnego ministra rolnictwa i gospodarki żywnościowej Romana Jagielińskiego), z siedzibą w Broniszach w gminie Ożarów Mazowiecki (województwo mazowieckie), pośrednicząca w handlu płodami rolnymi, będąca największym tego typu rynkiem hurtowym w Europie Środkowo-Wschodniej. Zarządza kompleksem składającym się z 9 hal o powierzchni ponad 10 ha, w których ponad 400 podmiotów trudni się sprzedażą owoców, warzyw, kwiatów, kiszonek, jak również ryb, jaj oraz innych artykułów spożywczych oraz kwiatów i art. florystycznych. Sprzedaż odbywa się także bezpośrednio z samochodów (z tej formy handlu w ciągu doby korzysta ok. 2500 sprzedawców). Łączny obszar, na którym prowadzona jest działalność handlowa obejmuje teren o powierzchni 45 ha. Spółka posiada własną oczyszczalnię ścieków. Obecnie jej akcjonariuszami jest ponad 700 osób fizycznych i prawnych. Ocenia się, że konsumentami towarów sprzedawanych w Broniszach jest ok. 14 mln osób, a szacunkowy, roczny wolumen sprzedaży owoców i warzyw  wynosi ponad 1,2 mln ton.  